# 中国科学院新疆天文台
中国科学院新疆天文台位于中华人民共和国新疆维吾尔自治区乌鲁木齐市，成立于1957年，原名为中国科学院乌鲁木齐人造卫星观测站，1987年更名为中国科学院乌鲁木齐天文站，2001年4月更名为中国科学院国家天文台乌鲁木齐天文站，2011年1月更为现名并于当年8月正式揭牌。新疆天文台研究领域包括射电天文、光学天文与技术应用、应用天文，主要从事脉冲星、恒星形成与演化、星系宇宙学、高能天体物理、微波接收机、数字技术应用、空间目标与碎片、卫星导航等方面的研究与观测。

## 观测台站

### 南山基地

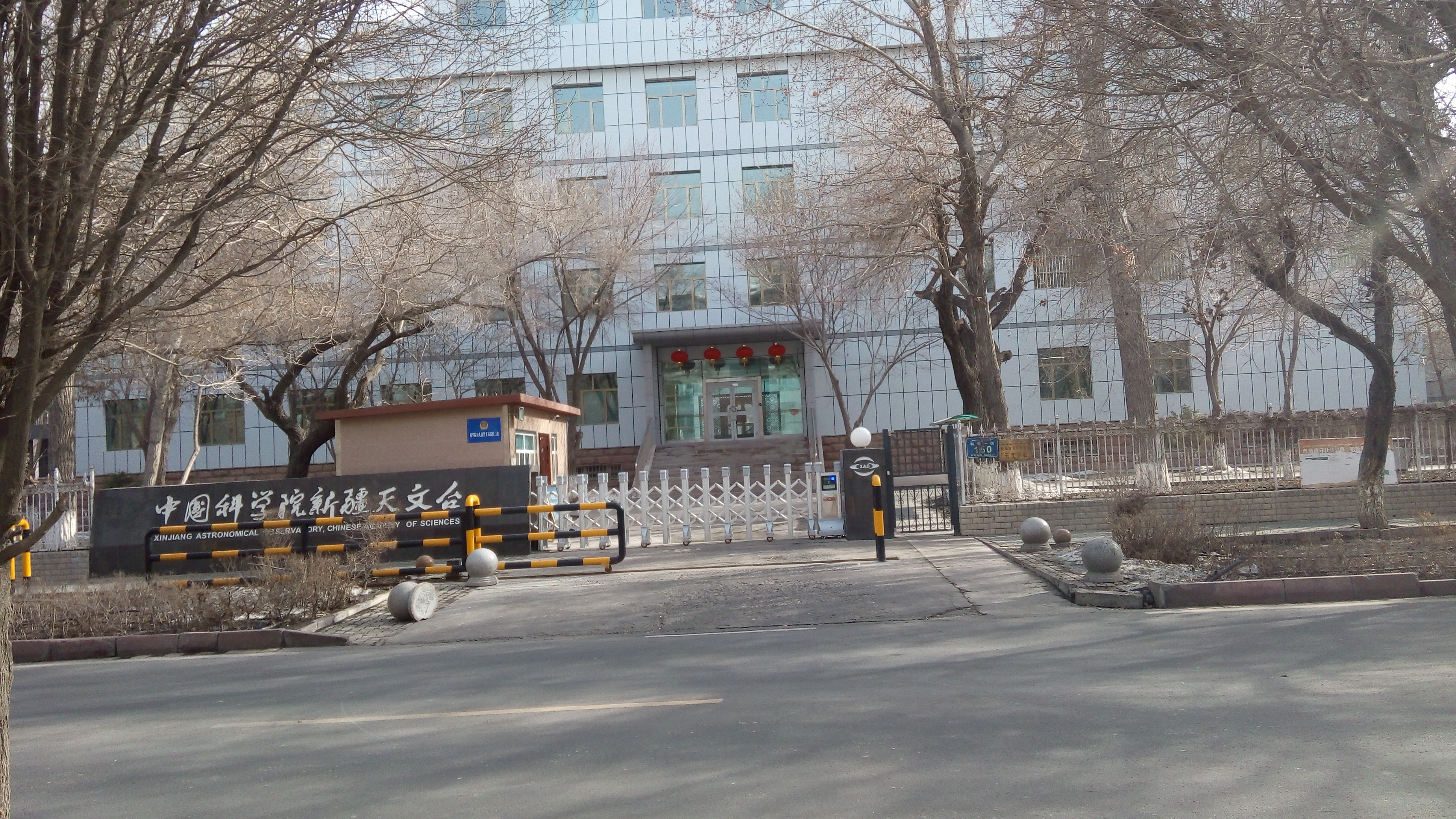
新疆天文台正门

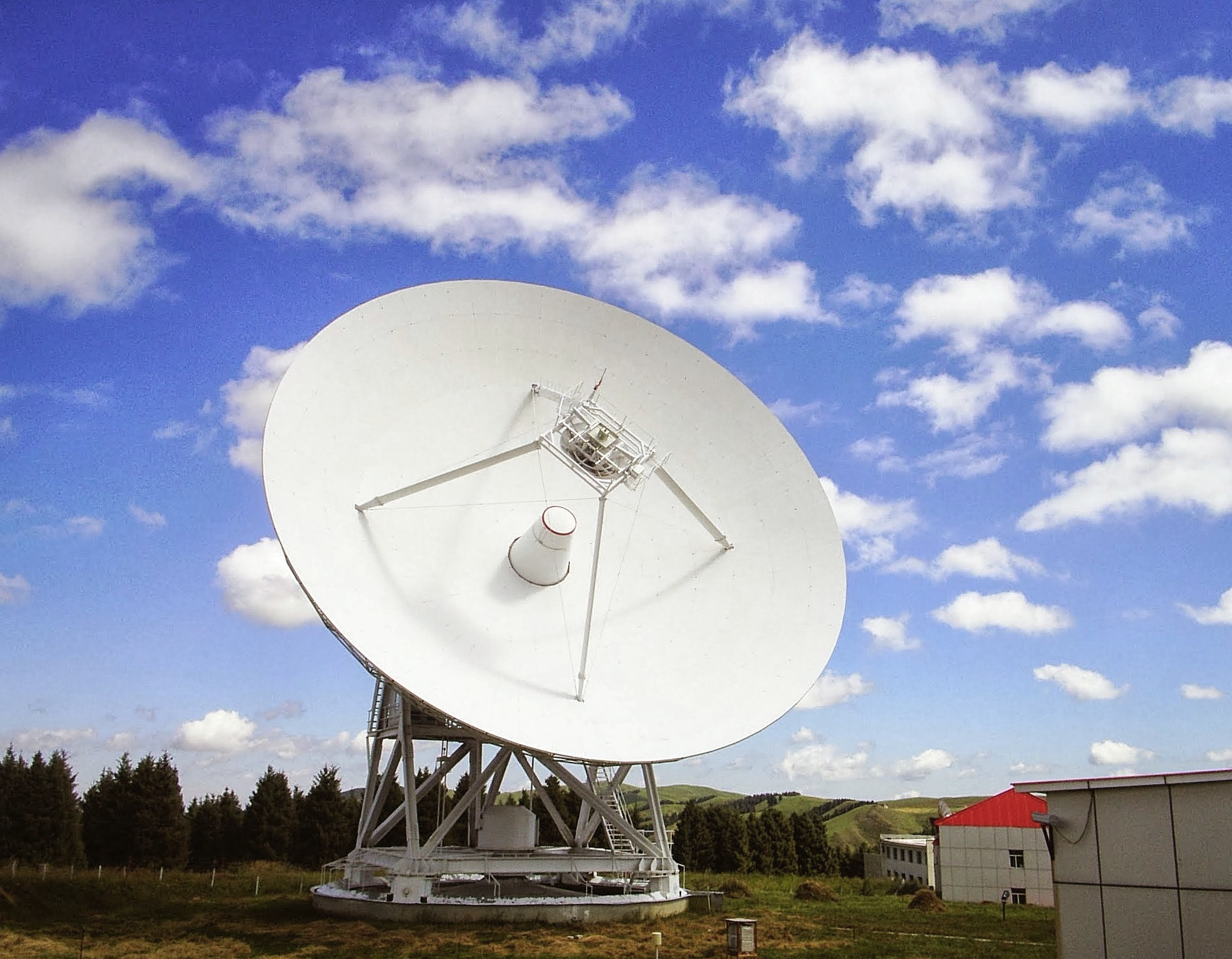
XAO Nanshan 25-m radio telescope 2007-08-22

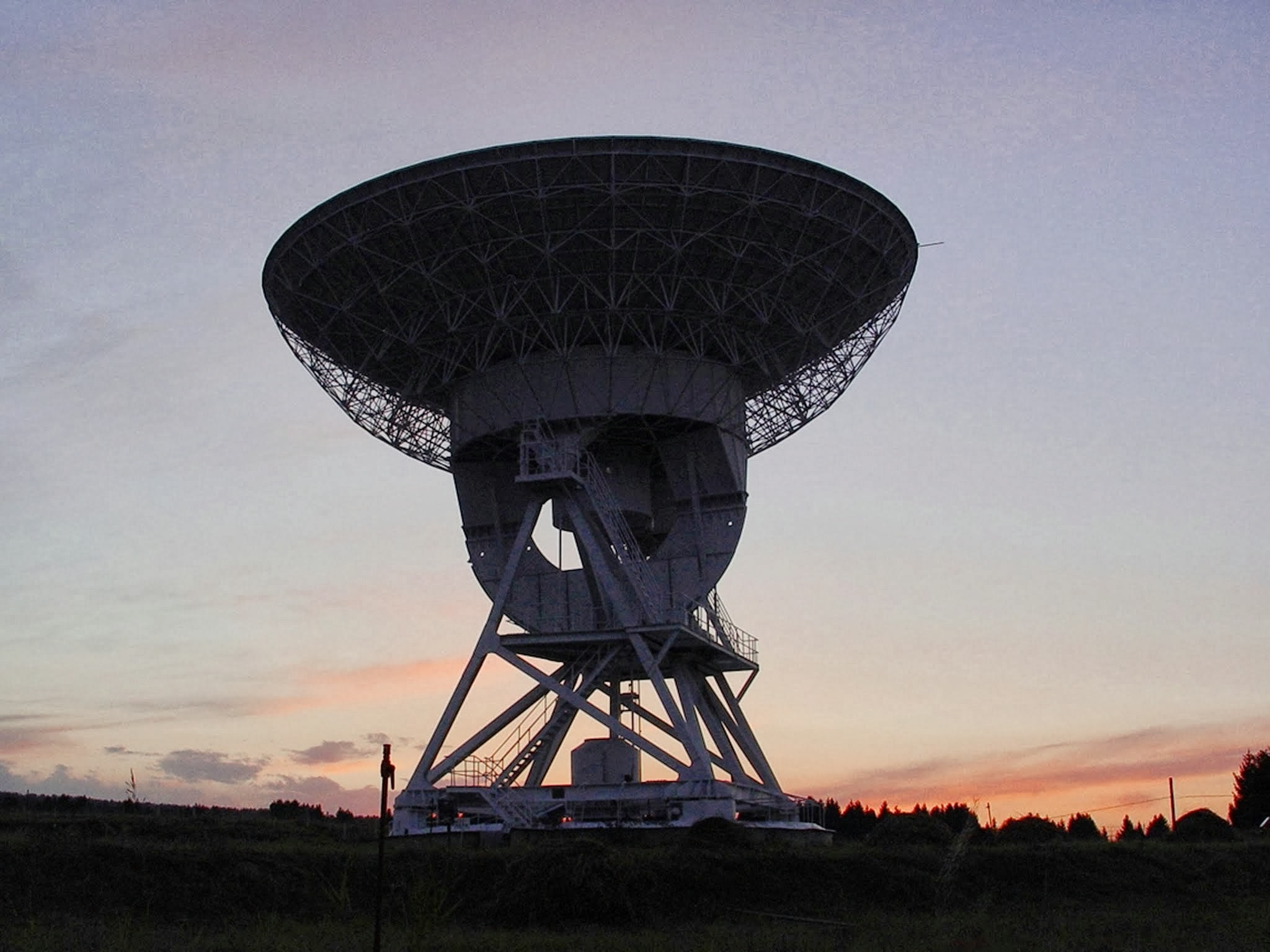
XAO Nanshan 25-m radio telescope at dusk of 2007-08-25

新疆天文台南山基地始建于1991年，位于乌鲁木齐市乌鲁木齐县甘沟乡，海拔2080米，距乌鲁木齐市区75公里，坐标为： 43.471476 N, 87.178096 E。南山基地拥有25米射电望远镜系统、GPS数据接收系统和太阳色球望远镜等仪器设备。其中25米射电望远镜目前承担的科学任务有脉冲星、厘米波分子谱线和活动星系核等观测研究，同时它也是国际VLBI网的重要站点。此外，南山基地也是中国探月工程中VLBI测轨系统的四个站点之一。
南山25米射电望远镜目前的工作波段有1.3厘米、3.6厘米、6厘米、13厘米和18厘米，天线指向精度达到 18”，该望远镜几乎全年无间断运行，2010年累计工作天数349天，天线运行时间6998小时，有效观测时间6453小时，系统维护时间813小时  。南山25米射电望远镜接受来自各地科研工作者的射电天文观测申请，可点击此处下载申请表 （页面存档备份，存于）。

#### 脉冲星观测
1996年2月，南山25米射电望远镜实现了中国首次脉冲星课题观测，随后建立了国内第一个脉冲星到达时间的观测系统。2002年，在对接收机进行制冷升级改造后，南山25米射电望远镜可观测脉冲星约270颗，2008年引进世界先进的脉冲星数字消色散系统（Digital Filter Bank, DFB）后，已实现对300颗脉冲星（包括10余颗毫秒脉冲星）的到达时间监测，该望远镜同时还开展了旋转射电暂现源（也称旋转射电瞬变源，来自英文 Rotating radio transient）、磁星、脉冲星巡天等观测工作。

#### 分子谱线观测
2010年，南山25米射电望远镜厘米波分子谱线观测系统的频谱终端更新为1GHz带宽、8192通道的双路DFB系统。2011年底1.3厘米波段高灵敏度双极化制冷接收机投入观测。目前该系统的主要工作波段为18厘米、6厘米和1.3厘米，可以观测羟基脉泽、甲醛吸收线、氢复合线、水脉泽、甲醇脉泽和氨分子等谱线。

#### 活动星系核观测
南山25米射电望远镜可实现“有吉赫兹峰频谱的河外源（ Giga Hertz Peaked Spectrum，GPS 源）”、“日变源（Intra-day variability，IDV 源）”等活动星系核（Active Galactic Nucleus，AGN）观测研究。

### 喀什卫星地面站
喀什卫星地面站位于新疆喀什市东湖小区墓士塔格东路，是中国区域定位系统在新疆自治区内的唯一测轨站，承担“中国区域定位系统”和“中国北斗卫星导航系统”等诸多任务，可提供包括电离层、气象、参考框架、精密时间传递、高分辨的推算地球自转速率及其变化、地壳运动等数据。

### 巴音布鲁克GNSS基准站
巴音布鲁GNSS基准站位于新疆巴音布鲁克区二乡，于2010年建成，是中国陆态网络260个基准站之一。

### 乌拉斯台GNSS基准站
乌拉斯台GNSS基准站位于巴音郭楞蒙古自治州和静县阿拉沟乡查汗村。

### 奇台观测站
奇台观测站位于新疆昌吉州奇台县半截沟镇，距离乌鲁木齐260公里，距离奇台县城约60公里，海拔约1760米。奇台观测站已建成两套光学望远镜系统和一套太阳系低频射电望远镜，运行着七套台址综合天文观测环境监测系统：SBIG视宁度监测仪、夜天光亮度测量计、鱼眼云量相机、太阳光度计、梯度风塔观测系统、六要素全自动气象站、差分视宁度监测仪、无线电环境监测及链路分析设备。
奇台观测站是110米口径全向可动射电望远镜项目（QTT）建设台址。该项目建成投入使用后将与美国100×110米 GBT（Green Bank Telescope）、德国 Effelsberg 100米射电望远镜并列为世界最大的地面可动射电望远镜，将使奇台观测站成为引力波、脉冲星、恒星形成及空间探测多科学目标研究的重要基地。该望远镜也能满足中国在深空探测领域的需要。